# Samir Helal
Samir Helal, né le 15 février 1971, est un joueur de handball, ancien international algérien  évoluant au poste de gardien de but,,

## En club
Samir Hellal (ancien gardien de l'EN et du GSP)

## Enéquipe nationale
Championnats du monde
- 16e au championnat du monde 1995 ( Islande)
- 17e au championnat du monde 1997 ( Japon)
- 15e au championnat du monde 1999 ( Égypte)
- 13e au championnat du monde 2001 ( France)

Championnats d'Afrique
- Médaille d'or au championnat d'Afrique 1996 ( Bénin)
- Médaille d'argent au championnat d'Afrique 2000 ( Algérie)